# Benjaminia polonica
Benjaminia polonica là một loài tò vò trong họ Ichneumonidae.